# Aquila (esploratore)
L’Aquila è stato un esploratore leggero della Regia Marina.

## Storia
Ordinato dalla Marina rumena nel 1913 ed impostato nei cantieri Pattison di Napoli nel 1914, avrebbe dovuto chiamarsi Vigor.
Il 5 giugno 1915, in conseguenza dell'ingresso dell'Italia nella prima guerra mondiale, l'unità fu requisita dalla Regia Marina e ribattezzata Aquila, entrando in servizio nel 1917. Fu impiegata principalmente in Adriatico, in azioni di «guerriglia navale» (scontri tra siluranti e supporto ad attacchi di aerei e mezzi d'assalto).
Entrato in servizio ad inizio 1917, l'esploratore fu dislocato a Brindisi.
Nella notte tra il 14 ed il 15 maggio 1917 il Canale d'Otranto fu oggetto di un duplice attacco austroungarico volto sia a distruggere i drifters, pescherecci armati che pattugliavano lo sbarramento antisommergibile del Canale d’Otranto, sia, come azione diversiva, a distruggere un convoglio italiano diretto in Albania; alle 4:10 del 15 maggio, in seguito a notizie di tali attacchi, l’Aquila fu fatto approntare insieme agli esploratori Racchia e Marsala, all'incrociatore leggero britannico Liverpool ed ai cacciatorpediniere Insidioso, Impavido ed Indomito. Alle 5:30 la formazione lasciò Brindisi insieme all'incrociatore leggero Dartmouth e ad altri due cacciatorpediniere, ed alle 7:45 furono avvistati i cacciatorpediniere austroungarici Csepel e Balaton. Alle 8:10 l’Aquila ed i cacciatorpediniere attaccarono le due navi avversarie: alle 8:15 le unità di ambo gli schieramenti aprirono il fuoco e le navi italiane colpirono pressoché subito il Balaton, ma poco dopo l’Aquila fu a sua volta raggiunto da un proiettile che esplose in un locale caldaie uccidendo sette uomini ed immobilizzando l'unità. Verso le nove del mattino tre esploratori austroungarici (Saida, Helgoland, Novara), inseguiti da altre navi anglo-italiane, diressero nella zona dove si trovava l’Aquila ancora fermo, ma i cacciatorpediniere Mosto ed Acerbi e gli incrociatori britannici Bristol e Dartmouth si posero tra l'esploratore immobilizzato e le navi avversarie, obbligando queste ultime a ripiegare. Terminato lo scontro, l’Aquila fu rimorchiato in porto.
Nella notte tra il 4 ed il 5 ottobre 1917 supportò a distanza, insieme all'esploratore Racchia, un attacco aereo contro Cattaro.
Il 19 ottobre dello stesso anno l'unità lasciò Brindisi insieme al gemello Sparviero, agli incrociatori britannici Gloucester e Newcastle ed ai cacciatorpediniere Commandant Riviére, Bisson, Bory (francesi), Indomito, Mosto e Missori (italiani) per unirsi ad altre unità italiane poste all'inseguimento di un gruppo di navi austroungariche (esploratore Helgoland, cacciatorpediniere Lika, Triglav, Tátra, Csepel, Orjen e Balaton) che erano uscite da Cattaro per attaccare convogli italiani. Helgoland e Lika, non essendo stati trovati convogli, si portarono in vista di Brindisi per farsi inseguire dalle navi italiane ed attirarle nella zona d'agguato dei sommergibili U 32 ed U 40, ma dopo un lungo inseguimento che vide anche alcuni attacchi aerei alle unità nemiche, tutte le navi italiane tornarono in porto senza danni.
Il 28 novembre Aquila e Sparviero, insieme ai cacciatorpediniere  Animoso, Ardente, Ardito, Abba, Audace, Orsini, Acerbi, Sirtori e Stocco, partirono da Venezia e, insieme ad alcuni idrovolanti di ricognizione, inseguirono una formazione austriaca, composta dai cacciatorpediniere Dikla, Streiter ed Huszar e da quattro torpediniere, che aveva bombardato la ferrovia nei pressi della foce del Metauro. Le navi italiane dovettero rinunciare all'inseguimento allorché giunsero nei pressi di Capo Promontore, troppo vicino a Pola.
Il 10 maggio 1918 la nave fu inviata a Porto Levante insieme ai cacciatorpediniere Acerbi, Sirtori, Stocco, Ardente ed Ardito per fornire eventuale appoggio all'incursione di MAS divenuta poi nota come beffa di Buccari.
Il 5 settembre dello stesso anno l’Aquila, lo Sparviero ed il gemello Nibbio furono inviati a fornire appoggio alle torpediniere 8 PN e 12 PN, mandate ad una quindicina di miglia da Punta Menders per attaccare mercantili austriaci a Durazzo: compito degli esploratori era tenersi circa 15 miglia ad ovest delle torpediniere, per intervenire se necessario. Alle 12:35, infatti, l’8 PN individuò tre navi avversarie al largo di Dulcigno e si portò all'attacco insieme all'unità gemella; l'intervento degli esploratori indusse le tre navi austroungariche a ritirarsi ripiegando verso la costa.
Il 2 ottobre 1918 Aquila, Nibbio e Sparviero furono inviati con numerose altre unità al largo di Durazzo per contrastare un eventuale contrattacco di navi nemiche provenienti da Cattaro volto ad impedire il bombardamento di Durazzo da parte di altre unità italiane ed inglesi.
Il 15 novembre 1918 l’Aquila e lo Sparviero, partiti da Brindisi, presero possesso di Lesina.
Nel 1927 l’Aquila fu sottoposto a lavori di modifica nell'armamento principale: i cinque cannoni da 152 mm furono rimossi e rimpiazzati con quattro da 120 mm.
Nel mattino del 6 agosto 1928 l’Aquila salpò da Pola insieme a numerose altre unità per un'esercitazione che avrebbe coinvolto anche l'incrociatore leggero Brindisi con la scorta della V Flottiglia Cacciatorpediniere, in navigazione da Parenzo a Pola: l'esercitazione prevedeva un attacco simulato alla formazione da parte dei sommergibili F 14 ed F 15. Poco dopo le 8:40, causa un avvistamento avvenuto troppo tardi, il cacciatorpediniere Missori speronò l’F 14, provocandone l'affondamento 7 miglia ad ovest di San Giovanni in Pelago (Pola). L’Aquila fu tra le prime unità ad accorrere sul posto, e lo strisciare della sua catena dell'àncora permise di velocizzare l'individuazione del relitto del sommergibile, al cui interno, in larga parte non allagato, erano intrappolati vivi 23 dei 27 membri dell'equipaggio. Durante le operazioni di recupero la presenza dell'ancora dell'esploratore si rivelò però un problema: alle 10:15, infatti, ebbe inizio la fase di sollevamento dell’F 14, ma l'operazione fu ostacolata dalla catena dell'ancora dell’Aquila, che fece sbandare il sommergibile. Il cavo fu agganciato al pontone GA 145, da 30 tonnellate, inviato da Pola, e l’F 14 poté essere liberato dalla catena dell'ancora e riportato a galla. All'apertura dei portelli, tuttavia, si constatò ciò che ore di silenzio dal sommergibile avevano ormai reso pressoché certo: l'intero equipaggio dell’F 14 era già deceduto.
L'11 ottobre 1937, durante la guerra di Spagna, l’Aquila fu ceduto alla Marina spagnola nazionalista, ma la cessione fu ufficializzata solo il 6 gennaio 1939, quando l'unità assunse il nuovo nome di Melilla. Nel 1938, frattanto, la nave era stata declassata a cacciatorpediniere. Durante il primo periodo di servizio sotto bandiera spagnola l’Aquila era stato denominato Velasco-Melilla e munito di un quarto fumaiolo fittizio, in modo da poter essere scambiato con l'unico cacciatorpediniere non ex-italiano della Marina franchista, il Velasco. Essendo una unità vetusta, fu impiegato principalmente in compiti di vigilanza e scorta, ma nell'agosto 1938 partecipò (insieme al gemello Falco, divenuto Ceuta, ed all'incrociatore Canarias) all'azione che costrinse il cacciatorpediniere repubblicano spagnolo José Luis Diaz a rinunciare a raggiungere Cartagena ed a riparare a Gibilterra.
Dopo la conclusione della guerra Ceuta e Melilla furono assegnati a compiti addestrativi.
Radiato nel 1950, il Melilla fu avviato alla demolizione.